# Foreigner
Foreigner je ameriška rock skupina, ustanovljena leta 1976. Skupina so ustanovili nekdanji član skupine Spooky Tooth, Mick Jones, Ian McDonald, bivši član skupine King Crimson ter pevec Lou Gramm. Zasedba je do danes prodala več kot 50 milijonov albumov.
Skupini se je popularnost dvignila leta 1977, ko so izdali svoj prvi album z naslovom "Foreigner", ki je bil  z več kot 2 milijona primerkov uspešno razprodan. 
Najbolj znane skladbe te skupine so I Want to Know What Love Is, Say You Will, Waiting for a Girl Like You, Silent Running in druge izmed skupaj 16 Top 30 hitov.

## Člani
- Mick Jones: pevec
- Thom Gimbel: saksofon, kitara
- Kelly Hansen: spremljevalni vokal
- Jason Bonham: bobni
- Jeff Pilson: bas kitara
- Paul Mirkovich: klavir

## Diskografija

### Albumi
- Foreigner (1977.)
- Double Vision
- 4 (1981.)
- Agent Provocateur (1984)
- Inside Information (1987)
- Unusual Heat (1991.)
- Mr. Moonlight (1994.)

### Singli
| Leto  | Skladba                            | Billboard Hot 100 | Mainstream Rock Tracks | Adult Contemporary chart | UK singles chart | Album                      |
| ----- | ---------------------------------- | ----------------- | ---------------------- | ------------------------ | ---------------- | -------------------------- |
| 1976. | "Feels Like the First Time"        | 4                 | -                      | -                        | 39               | Foreigner                  |
| 1977. | "Starrider"                        | -                 | 28                     | -                        | -                | Foreigner                  |
| 1977. | "Cold As Ice"                      | 6                 | -                      | -                        | 24               | Foreigner                  |
| 1978. | "Long, Long Way From Home"         | 20                | -                      | -                        | -                | Foreigner                  |
| 1978. | "Hot Blooded"                      | 3                 | -                      | -                        | 42               | Double Vision              |
| 1978. | "Double Vision"                    | 2                 | -                      | -                        | -                | Double Vision              |
| 1979. | "Blue Morning, Blue Day"           | 15                | -                      | -                        | 45               | Double Vision              |
| 1979. | "Dirty White Boy"                  | 12                | -                      | -                        | -                | Head Games                 |
| 1979. | "Head Games"                       | 14                | -                      | -                        | -                | Head Games                 |
| 1979. | "Rev On The Red Line"              | -                 | -                      | -                        | -                | Head Games                 |
| 1979. | "Blinded By Science"               | 14                | -                      | -                        | -                | Head Games                 |
| 1980. | "Women"                            | 41                | -                      | -                        | -                | Head Games                 |
| 1981. | "Waiting for a Girl Like You"      | 2                 | 1                      | 5                        | 8                | 4                          |
| 1981. | "Juke Box Hero"                    | 26                | 3                      | -                        | 48               | 4                          |
| 1982. | "Urgent"                           | 4                 | 1                      | -                        | 451              | 4                          |
| 1982. | "Break It Up"                      | 26                | -                      | -                        | -                | 4                          |
| 1982. | "Luanne"                           | 75                | -                      | -                        | -                | 4                          |
| 1984. | "I Want to Know What Love Is"      | 1                 | 1                      | 3                        | 1                | Agent Provocateur          |
| 1985. | "That Was Yesterday"               | 12                | 4                      | 24                       | 28               | Agent Provocateur          |
| 1985. | "Reaction To Action"               | 54                | -                      | -                        | -                | Agent Provocateur          |
| 1986. | "Down On Love"                     | 54                | -                      | -                        | -                | Agent Provocateur          |
| 1987. | "Say You Will"                     | 6                 | 1                      | -                        | 71               | Inside Information         |
| 1988. | "I Don't Want To Live Without You" | 5                 | 18                     | 1                        | 91               | Inside Information         |
| 1988. | "Heart Turns To Stone"             | 56                | 7                      | -                        | -                | Inside Information         |
| 1991. | "Lowdown And Dirty"                | -                 | 4                      | -                        | -                | Unusual Heat               |
| 1991. | "Only Heaven Knows"                | -                 | 4                      | -                        | -                | Unusual Heat               |
| 1992. | "With Heaven On Our Side"          | -                 | 5                      | -                        | -                | The Very Best...And Beyond |
| 1993. | "Soul Doctor"                      | -                 | 5                      | -                        | -                | The Very Best...And Beyond |
| 1994. | "White Lie"                        | -                 | -                      | -                        | 58               | Mr. Moonlight              |
| 1995. | "Until The End Of Time"            | 42                | -                      | 8                        | -                | Mr. Moonlight              |
| 1996. | "Under The Gun"                    | -                 | 28                     | -                        | -                | Mr. Moonlight              |
| 2000. | "Blinded by the Light"             | -                 | 28                     | -                        | -                | Rough Diamonds             |